# Piet Zanstra
Piet Zanstra (Leeuwarden, 7 augustus 1905 – Amsterdam, 23 mei 2003) was een Nederlandse architect.
Hij werd geboren als zoon van de onderwijzer Willem Jans Zanstra en van Johanna Gerritsma. Hij volgde een opleiding aan de MTS-Waterbouw in Leeuwarden. Na zijn opleiding was hij werkzaam als assistent en medewerker van de architecten Dick Greiner, Willem Dudok en Jan Piet Kloos. Zanstra was getrouwd met de beeldhouwster Margot Zanstra-Wilgenburg (1919-2010). Zij was zijn tweede echtgenote. Uit zijn eerste huwelijk had hij drie dochters.
In 1932 begon hij met twee collega's, Jan Giesen en K.L. Sijmons Dzn., het architectenbureau Zanstra Giesen en Sijmons. Zij ontwierpen de atelierwoningen aan de Zomerdijkstraat in Amsterdam-Zuid. Dit complex is erkend als rijksmonument en is een voorbeeld van het nieuwe bouwen in Nederland.
Van 1954 tot 1966 werkte Zanstra als zelfstandig architect. Van 1966 tot 1980 werkte hij samen met Ab Gmelig Meyling en Peter de Clercq Zubli. In Amsterdam ontwierp Zanstra onder meer de Europarking (de "billen van Zanstra" genoemd) aan de Marnixstraat, het Burgemeester Tellegenhuis (beter bekend als het Maupoleum) aan de Jodenbreestraat en het Caransa Hotel aan het Rembrandtplein. In Den Haag werd onder meer de Panoramaflat aan de Laan van Meerdervoort door hem ontworpen. Hij werd in 1961 onderscheiden met de Dr. H.P. Berlageprijs voor twee flats aan de Segbroeklaan in Den Haag.
In 1980 trad hij uit het bureau, dat daarna doorging onder de naam ZZDP architecten. Zanstra overleed 23 jaar later op 97-jarige leeftijd.

## Waardering
Zanstra won in 1961 de Dr. H.P. Berlageprijs voor het door hem ontworpen flatgebouw Segbroeklaan 508 - 614 in Den Haag. Daarnaast zijn verschillende door Zanstra ontworpen gebouwen aangemerkt als gemeentelijk monument, zoals het Aurora-gebouw in Amsterdam. In een artikel van NRC Handelsblad uit 2021 werd het mede door Zanstra ontworpen kantorencomplex Leeuwenburg geduid als een van de mooiste brutalistische gebouwen van Nederland.
Een aantal van Zanstra's prominente gebouwen oogstte daarentegen weinig waardering in de publieke opinie. Het Maupoleum werd meermalen aangeduid als 'het lelijkste gebouw van Amsterdam' of zelfs 'van Nederland', terwijl de uitbreiding van het stadhuis van Den Haag onder meer werd betiteld als 'betonnen puist', 'verdwaalde schoenendoos' of 'oorlogsbunker'. Beide gebouwen werden zonder protest, of in het geval van het Maupoleum zelfs met bijval, gesloopt.

## Lijst met bouwwerken
| Bouw         | Naam | Plaats                                                      | Bijzonderheden                                   | Afbeelding                 |
| ------------ | --- | ----------------------------------------------------------- | ------------------------------------------------ | -------------------------- |
| 1932         | Atelierwoningen Zomerdijkstraat | Amsterdam-Rivierenbuurt                                     |                                                  | Atelierwoning noordzijde   |
| 1942         | Woningen Sloterkade, hoek Hoofddorpweg | Amsterdam-Hoofddorppleinbuurt                               |                                                  |                            |
| 1953/1957    | Appartementen aan de Segbroeklaan 508-614 | Den Haag-Bomen- en Bloemenbuurt                             |                                                  |                            |
| 1957/1958    | Galerijflat aan de Burgemeester De Vlugtlaan 161-345                                                                                               | Amsterdam-Slotermeer                                        |                                                  |                            |
| 1957         | Twee galerijflats aan de Burgemeester Cramergracht                                                                                                 | Amsterdam-Slotermeer                                        |                                                  |                            |
| 1960         | Kantoorgebouw Aurora, Stadhouderskade 2 | Amsterdam-Oud-West                                          |                                                  |                            |
| 1960         | Twee schoolgebouwen (Louis Couperusstraat 129 en 131)                                                                                              | Amsterdam-Slotermeer                                        |                                                  |                            |
| 1961         | Hervormde kerk De Ark | Amsterdam-Slotervaart                                       |                                                  | De Ark, westzijde          |
| 1962         | Panoramaflat | Den Haag-Regentessekwartier                                 |                                                  | Panoramaflat               |
| 1963         | Hervormde kerk De Hoeksteen | Amsterdam-Slotermeer                                        |                                                  |                            |
| 1963         | Hervormde kerk De Bron | Hoogvliet                                                   | Gesloopt                                         |                            |
| 1964         | Woonhuizen Van Nijenrodeweg 875-893 | Amsterdam-Buitenveldert                                     |                                                  |                            |
| 1964         | Drie galerijflats aan de Burgemeester Hogguerstraat                                                                                                | Amsterdam-Slotermeer                                        |                                                  | Burgemeester Hogguerstraat |
| 1965         | Vier torenflats met kantoorfunctie aan de Maassluisstraat                                                                                          | Amsterdam-Nieuw-West                                        |                                                  |                            |
| 1965-'75     | Walterboscomplex bestaande uit twee ensembles met elk twee kantoortorens en een onderbouw voor algemene functies                                   | Apeldoorn                                                   |                                                  |                            |
| 1966 en 1968 | Vier galerijflats, waarvan twee afgebeeld, met woon/kantoorfunctie aan Weerdestein (links) en Mensinge (rechts) met daartussen de A.J. Ernststraat | Amsterdam-Buitenveldert                                     |                                                  |                            |
| 1968, 1971   | Kantoorgebouw Jacob Catsplein 3 en (voormalig) Belastingkantoor Tesselschadestraat 4 met gedeelde brutalistische stijlelementen.                   | Leeuwarden                                                  |                                                  |                            |
| 1969         | Point 7 | Peter van Anrooystraat, Johannes Worpstraat, Amsterdam-Zuid |                                                  |                            |
| 1970         | Caransa Hotel | Amsterdam-Centrum                                           |                                                  | Caransa Hotel              |
| 1970         | Europarking | Amsterdam-Centrum                                           |                                                  | Europarking                |
| 1970         | Hervormde kerk Open Hof | Rotterdam                                                   | afgebroken in 2011                               | Hervormde kerk Open Hof    |
| 1971         | Maupoleum | Amsterdam-Centrum                                           | afgebroken in 1994                               | Maupoleum                  |
| 1971         | Veluwelaan 22 | Amsterdam                                                   |                                                  | Veluwelaan 22              |
| 1969-'73     | Kantoorgebouwen Jan Evertsenstraat | Amsterdam-Nieuw-West                                        | Anno 2022 Leonardo Hotel Amsterdam Rembrandtpark | AMRO-kantoor               |
| 1971-'77     | Kantoorgebouw Leeuwenburg | Amsterdam-Oost                                              |                                                  |                            |
| 1973         | Raadszaal, ontvangst- en informatiecentrum bij Oude stadhuis                                                                                       | Den Haag Centrum                                            | afgebroken in 1996                               | Raadszaal Den Haag         |
| 1973         | Kantoorgebouw Communication House, Maassluisstraat 2 was tot 2008 rood/wit (hier en daar nog te zien); na renovatie groen-wit                      | Amsterdam Nieuw-West                                        |                                                  | Communication House        |

- Biografisch Portaal: 04119696
- Gemeinsame Normdatei: 1139073931
- International Standard Name Identifier: 0000 0001 2361 2999
- Nederlandse Thesaurus van Auteursnamen: 112372236
- RKD-Nederlands Instituut voor Kunstgeschiedenis: 110641
- Union List of Artist Names: 500273395
- Virtual International Authority File: 173513699
- WorldCat: E39PBJwp3kVWTj6FkwdBYdk4bd